# تپه باغچه (تسوا)
تپه باغچه (تسوا) مربوط به دوران پیش از تاریخ ایران باستان است و در شهرستان سمنان، بخش مهدیشهر، روستای فولاد محله واقع شده و این اثر در تاریخ ۵ آذر ۱۳۸۰ با شمارهٔ ثبت ۴۴۳۹ به‌عنوان یکی از آثار ملی ایران به ثبت رسیده است.